# نیت رابینسون
ناتانیل کورنلیوس رابینسون (به انگلیسی: Nathaniel Cornelius Robinson) معروف به نیت رابینسون، متولد ۳۱ مه ۱۹۸۴ در سیتل آمریکا،‌ بازیکن حرفه‌ای بسکتبال است که چندین سال در تیم های مختلف ان بی ای، لیگ برتر بسکتبال اسرائیل، سوپر لیگ بسکتبال حرفه‌ای ونزوئلا و لیگ بسکتبال لبنان بازی کرده است.

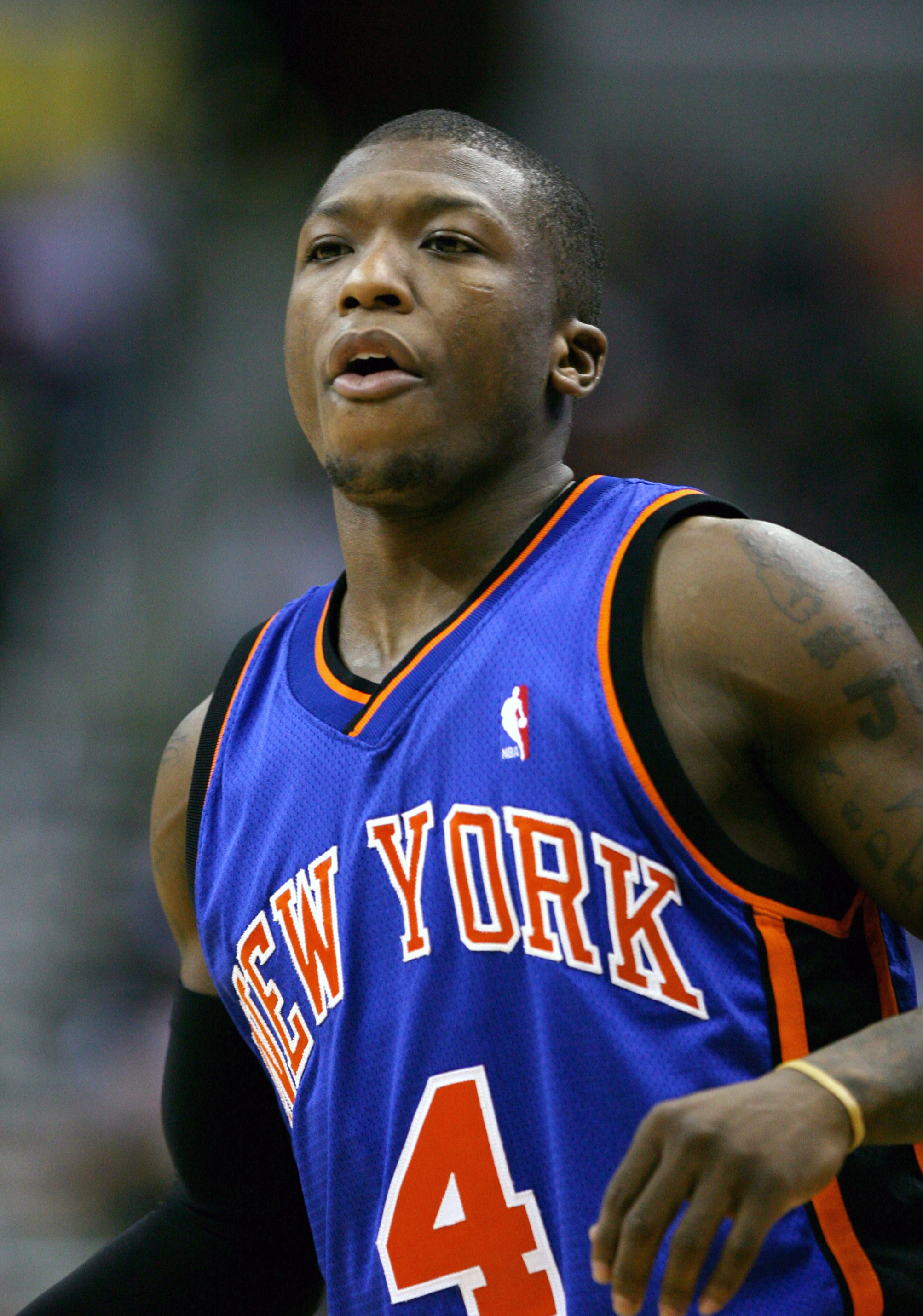
نیت رابینسون در تیم نیویورک نیکس در سال ۲۰۰۷

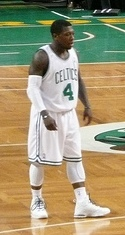
نیت رابینسون در دو فصل (فوریه ۲۰۱۰ تا فوریه ۲۰۱۱) برای بوستون سلتیکس بازی کرد.

این بازیکن به سبب قد نسبتا کوتاه و بازی خود، شهرت زیادی در مجامع بسکتبال کسب کرد.
همچنین این بازیکن، قهرمان سه دورهٔ مسابقه اسلم دانک می‌باشد.

### تیم‌های حرفه‌ای:
- نیویورک نیکس (۲۰۰۵ تا ۲۰۱۰)
- بوستون سلتیکس (۲۰۱۰ تا ۲۰۱۱)
- گلدن استیت واریرز (۲۰۱۲)
- شیکاگو بولز (۲۰۱۲ تا ۲۰۱۳)
- دنور ناگتس (۲۰۱۳ تا ۲۰۱۵)
- لس‌آنجلس کلیپرز (۲۰۱۵)
- نیو اورلینز پلیکانز (۲۰۱۵)
- هاپوئل تل آویو (۲۰۱۶)
- دلاور بلو کتز (۲۰۱۷)
- گواروس د لارا (۲۰۱۷)
- همتمن بیروت (۲۰۱۸)